# Eduardo Yrarrázaval
Eduardo Yrarrázaval Concha (Santiago, junio de 1894-ibíd, 4 de enero de 1976) fue un agricultor, diplomático y político conservador chileno. Se desempeñó como diputado de la República —en representación de diferentes zonas— durante dos periodos legislativos consecutivos, desde 1921 hasta 1924. También ejerció como ministro de Relaciones Exteriores durante la presidencia de Gabriel González Videla, desde junio de 1950 hasta julio de 1952.

## Familia y estudios
Nació en Santiago en junio de 1894; hijo del exdiputado Manuel Francisco Yrarrázaval Correa y de Elena Concha Subercaseaux.
Se casó con Carmen Flesh de Boos, y tuvieron un hijo.
Estudió ingeniería en Alemania, pero no se recibió. Se dedicó a las actividades agrícolas en su fundo de la comuna de Graneros.

## Trayectoria política

### Diputado
Militante del Partido Conservador (PCon), en las elecciones parlamentarias de 1921, fue elegido como diputado en representación de Quillota y Limache, por el período 1921-1924. Integró la Comisión Permanente de Instrucción Pública. En noviembre de 1921 pronunció un discurso en favor de la autonomía municipal y presentó varios proyectos destinados a robustecer el poder comunal y dar recursos propios a las municipalidades.
En las elecciones parlamentarias de 1924, fue reelecto como diputado, pero por Rancagua, Cachapoal y Maipo, período 1924-1927. En esa ocasión ntegró la Comisión Permanente de Asistencia Pública; y la de Hacienda. No logró finalizar su periodo parlamentario, luego de la disolución del Congreso Nacional, el 11 de septiembre de 1924, por decreto supremo de la Junta de Gobierno.
En 1925 publicó un manifiesto, junto a otros exdiputados, para posponer los intereses políticos en bien del país. En esta ocasión se independizó de su partido político, cuando suscribió manifiestos, para encauzar la acción pública dentro de algunas normas electorales, y también en unión de otros exparlamentarios.

### Ministro de Estado y embajador
El 19 de junio de 1951 fue nombrado como ministro de Relaciones Exteriores por el gobierno del presidente radical Gabriel González Videla; cargo que desempeñó hasta el 29 de julio de 1952.
Luego fue enviado como embajador de Chile ante el Estado de la Ciudad del Vaticano, donde permaneció desde 1952 hasta 1953. Falleció en su comuna natal, el 4 de enero de 1976.

## Obra escrita
- Yrarrázabal Concha, Eduardo. Hemisferio postergado, Editorial Zig-Zag, Santiago de Chile.